# Angel Moraes
Angel Moraes (* 7. August 1965 in Brooklyn, New York; † 27. Februar 2021) war ein amerikanischer DJ, Remixer und Musikproduzent. Er zählte Mitte der 1990er Jahre zu den prominentesten und produktivsten Mitgliedern seiner Zunft.

## Biografie
Bevor er Mitte der 1980er Jahre damit begann, als Club-DJ aufzutreten, arbeitete Moraes als Lkw-Fahrer. In den frühen 1990er Jahren machte er sich einen Namen in den bekanntesten New Yorker Clubs, darunter Sound Factory.
Seine erste Single, Release Yourself, erschien 1993. Mit Welcome to the Factory, gesungen von Sally Cortes, hatte Moraes 1996 einen Top-10-Hit in den Billboard Dance-Charts. Im selben Jahr platzierte sich Time to Get Down, gesungen von Cortes und Octavia Lambertis, dort auf Platz 36. Ende des Jahres schaffte Heaven Knows / Deep Deep Down den Einstieg in die britischen Charts und erreichte Platz 72. Ein Remix von Moraes’ 1994er Track I Like It, gesungen von Octavia Lambertis, kam 1997 auf Platz 70 im Vereinigten Königreich. Die letzte Platzierung in den UK-Charts brachte 2002 das von Latrice Verrett gesungene Turn It Up.
Ab Mitte der 1990er Jahre veröffentlichte Moraes diverse DJ-Mixe bei verschiedenen Plattenfirmen, darunter sein selbstgegründetes Label Hot ’n’ Spycy. Er fertigte Remixe für Labels wie London Records, Subversive und Tribal Records sowie für Künstler wie Pet Shop Boys, k.d. lang und Funky Green Dogs an. Moraes ist außerdem Mitbegründer des Stereo Club in Montreal, Kanada.
19 Jahre nach Time to Get Down stieg im April 2015 mit Rise Above the Game, gesungen von Neysa Malone, wieder ein Moraes-Track in die Billboard Dance-Charts und kletterte dort bis auf Platz 5. Der Titel war bereits ein Jahr zuvor als Download erhältlich.

## Diskografie

### Studioalben
- 1996: Hot ’n’ Spycy: The Album
- 2000: Back from Stereo

### DJ-Mixe
- 1995: New York in the Mix
- 1996: Empire State Mastermix 3: Live from the Empire: Continuous Mix by Angel Moraes
- 2000: In Stereo (1)
- 2002: Trust the DJ: AM01

### Singles
| Jahr | Titel Album                                            | Höchstplatzierung, Gesamtwochen, AuszeichnungChartplatzierungen (Jahr, Titel, Album, Platzierungen, Wochen, Auszeichnungen, Anmerkungen) | Höchstplatzierung, Gesamtwochen, AuszeichnungChartplatzierungen (Jahr, Titel, Album, Platzierungen, Wochen, Auszeichnungen, Anmerkungen) | Anmerkungen                                                                                     |
| Jahr | Titel Album                                            | UK | Dance | Anmerkungen                                                                                     |
| ---- | ------------------------------------------------------ | --- | --- | ----------------------------------------------------------------------------------------------- |
| 1995 | Welcome to the Factory Hot ’n’ Spycy: The Album        | — | Dance8 (12 Wo.)Dance | Erstveröffentlichung: April 1995 als Moraes feat. Sally Cortes Autor: Angel Moraes              |
| 1996 | Time to Get Down Hot ’n’ Spycy: The Album              | — | Dance36 (6 Wo.)Dance | Erstveröffentlichung: Januar 1996 feat. Sally Cortez und Octavia Lambertis Autor: Angel Moraes  |
| 1996 | Heaven Knows / Deep Deep Down Hot ’n’ Spycy: The Album | UK72 (1 Wo.)UK | — | Erstveröffentlichung: 4. November 1996 Autor: Angel Moraes                                      |
| 1997 | I Like It (Remix) Hot ’n’ Spycy: The Album             | UK70 (2 Wo.)UK | — | Erstveröffentlichung: Mai 1997 feat. Octavia Lambertis Autoren: Angel Moraes, Octavia Lambertis |
| 2002 | Turn It Up –                                           | UK80 (2 Wo.)UK | — | Erstveröffentlichung: 28. Januar 2002 feat. Latrice Verrett Autor: Angel Moraes                 |
| 2015 | Rise Above the Game –                                  | — | Dance5 (12 Wo.)Dance | Erstveröffentlichung: 25. Februar 2014 feat. Neysa Malone                                       |

Weitere Singles
- 1993: Release Yourself / Deep Inside Your Love (als Moraes)
- 1993: The Cure (als Moraes)
- 1994: Heaven Knows (I Can’t Understand) (als Moraes feat. Basil Roderick)
- 1994: I Like It (I Like How You’re Lov’in Me) (als Moraes)
- 1996: Body Work (Up & Down)
- 1996: Sounds So Good (feat. Kelli Sae und Sally Cortes)
- 1996: Burnin’ Up (feat. Sally Cortes)
- 1996: It’s So Hard (Angel Moraes Re-Presents Blind Truth)
- 1997: Hairy & Big (feat. Brenda Rosado)
- 1997: To the Rhythm
- 1997: For Love and Peace (als Moraes feat. The Peacemakers)
- 1998: 23 Minutes of Your Love
- 1999: The Funk Train
- 2001: Everybody’s Feelin’ (feat. Latrice Verrett)
- 2001: Everybody’s Feelin’ / The Funk Train (Remixes)
- 2002: Tribal Function
- 2004: You Should’ve Said (I Love You)
- 2005: Music Is Your Life (Just Keep On Dancin) (feat. Dana Divine)
- 2006: A Deeper Sensation (feat. Rachelle Jeanty)
- 2006: What I’m Saying (feat. Dana Divine)